# Lostwave
La lostwave est un terme définissant des musiques postées sur Internet avec peu ou pas d'informations disponibles à leur sujet, comme leur titre, les noms des musiciens impliqués, les dates d'enregistrement et de sortie, et souvent les versions complètes. Ces chansons font ou ont fait l'objet d'efforts participatifs en ligne pour découvrir leurs origines.

## Histoire
Les origines de la lostwave remontent principalement à l'époque de la recherche de The Most Mysterious Song on the Internet, une chanson enregistrée depuis la station de radio Norddeutscher Rundfunk (NDR) dans le milieu des années 1980, probablement après 1984, par un individu du nom de Darius. En 2007, sa soeur Lydia poste la chanson sur différents sites, amenant à une popularité en ligne de la chanson. En 2024, la chanson a été identifiée comme étant Subways of Your Mind par le groupe allemand de new wave FEX.
Au fur et à mesure de la recherche, une communauté Reddit du même nom a été crée en 2019, pour la distinguer de la recherche de The Most Mysterious Song, et donner plus d'attention au sujet. Il s'agit du premier usage du terme Lostwave, qui utilise le même format de nom que d'autres microgenres similaires, comme la vaporwave ou la chillwave.

## Exemples notables

### Subways of Your Mind / The Most Mysterious Song on the Internet
« The Most Mysterious Song on the Internet » (« La chanson la plus mystérieuse d'Internet ») est une chanson de new wave qui a été enregistrée depuis la radio publique Norddeutscher Rundfunk par un adolescent du nom de Darius S.,. La chanson a été enregistrée sur une cassette, qui comprenait également d'autres chansons des groupes XTC et The Cure. Pour obtenir une copie nette des chansons, les possibles informations concernant la musique données à l'oral par le DJ ont été supprimées, ce qui explique pourquoi la date de diffusion exacte et le titre de la chanson étaient inconnus.
Sa soeur Lydia poste la chanson en ligne en 2007, mais la recherche ne prend de l'ampleur qu'en 2019, lorsque l'adolescent brésilien Gabriel da Silva Vieira a mis en ligne l'extrait de la chanson sur YouTube et qu'une communauté Reddit liée à la chanson recherchant son origine a été fondée : r/TheMysteriousSong.
Le 27 mai 2019, le site Web australien d'information musicale Tone Deaf a été le premier à consacrer un article à la chanson, l'auteur Tyler Jenke décrivant les étapes préliminaires de la recherche et notant ses similitudes avec la recherche en 2013 d'une chanson finalement identifiée, On the Roof du musicien suédois Johan Lindell,.
Toujours en 2019, la communauté pensait que le DJ Paul Baskerville était lié à la chanson, car elle aurait été enregistrée depuis son programme Musik für junge Leute (« musique pour les jeunes »),,. Il soupçonne qu'il s'agissait d'un enregistrement de démonstration qui a été diffusé une fois par un présentateur de la NDR, puis rejeté.
Le 4 novembre 2024, la chanson a été identifiée comme étant Subways of Your Mind par le groupe allemand FEX, originaire de Kiel.

### Ulterior Motives / Everyone Knows That
En 2021, un utilisateur de WatZatSong, carl92, a mis en ligne sur le site un extrait de 17 secondes d'une chanson enregistrée entre 1982 et 1999 ; il a affirmé avoir trouvé l'enregistrement parmi les fichiers d'une sauvegarde sur DVD et a émis l'hypothèse qu'il s'agissait d'un reste de l'époque où il apprenait à enregistrer de l'audio. Il a également affirmé que l'extrait datait de 1999 et provenait peut-être d'Espagne, où il prétendait vivre,,. La chanson sera nommée « Everyone Knows That » par la communauté en raison des paroles audibles dans l'extrait.
La recherche de la chanson a été initialement lente, mais a gagné un public au fil du temps. Un subreddit destiné à la recherche de la chanson a été créé, avec deux de ses membres interviewés par la chaîne de télévision française TF1 le 7 janvier 2024. Les sources théorisées de la chanson comprenaient une émission MTV des années 1990, une musique de production ou un jingle commercial.
Le 28 avril 2024, la chanson a été identifiée comme étant Ulterior Motives de Christopher et Phillip Booth, tirée du film pornographique Angels of Passion, sorti en 1986.

### Stay / On the Roof
On the Roof est une chanson du musicien suédois Johan Lindell, qui porte en fait le nom Stay (The Second Time Around). Elle est restée non identifiée jusqu'en 2013, lorsqu'un auditeur de la station de radio suédoise PP3 a reconnu la chanson, jouée par un DJ de la radio dans l'espoir que d'autres la reconnaissent. Lindell avait depuis abandonné la musique pour poursuivre une carrière dans la peinture et n'était pas au courant de cette recherche.

### How Long (Will It Take)
How Long (Will It Take) est une chanson de la musicienne canadienne Paula Toledo, qu'elle avait licenciée pour une utilisation dans le téléfilm Secret Lives et dans la série 15/Love. Des extraits de la chanson ont ensuite été utilisés dans les menus de deux DVD bootleg russes contenant chacun plusieurs films. La recherche de la chanson a commencé lorsqu'elle a été publiée sur un forum de discussion ukrainien en août 2007, où elle est devenue connue sous le nom de « How Long (Will it Take) ». En décembre 2023, l'utilisateur the-arabara a trouvé la chanson après avoir effectué une recherche dans la base de données de la Société des compositeurs, auteurs et éditeurs de musique du Canada. Après que Paula Toledo ait appris la recherche de par son fils, elle l'a uploadée sur Bandcamp et d'autres services de streaming, les fonds récoltés sur Bandcamp étant reversés à la Music Heals Charitable Foundation. Peu de temps après, de fausses versions de la chanson ont commencé à apparaître sur les services de streaming.